# Mika Ják
Mika (I) Ják (in ungherese Ják nembeli (I) Mika; ... – dopo il 1202), fu un influente nobile ungherese vissuto a cavallo tra il XII e il XIII secolo che ricoprì la carica di palatino d'Ungheria dal 1199 al 1201.

## Biografia

### Origini
Mika (talvolta riportato come Michele) discendeva dalla famiglia dei Ják ed egli fu il primo membro conosciuto del ramo dei Jákmonostor. Ebbe almeno due figli dalla moglie di cui si ignora il nome: Csépán I, attivo come bano della Slavonia dal 1206 al 1207 e morì senza avere eredi, poiché il suo unico figlio Stefano divenne monaco, rinunciando alla sua vita secolare e al cognome. Il secondo figlio di Mika, Giovanni, ebbe due figli (Martino I e Giacomo), quindi i successivi membri del ramo di Jákmonostor discendevano da lui. Mika fondò l'abbazia di Pornó, ma il monastero stesso fu terminato solo da suo figlio Csépán.

### Ruoli ricoperti
Agì in veste di maestro del tesoro (in latino magister cubiculariourum) nel 1198, quando questa dignità era ancora una posizione non permanente e non nitidamente definita in termini di compiti, motivo per cui si assistette a una maggiore stabilizzazione soltanto sotto Andrea II d'Ungheria. Mika operò anche come ispán del comitato di Bihar tra il 1198 e il 1199. Nel 1199, fu nominato giudice reale (in latino curialis comes), in sostituzione di Pietro, figlio di Töre.
Quando il palatino Mog partecipò alla cospirazione del duca Andrea nell'ambito della guerra dei fratelli, re Emerico lo rimosse e lo sostituì con Mika Ják. Tuttavia, la nomina si rivelò un'iniziativa complicata da eseguire, in quanto, stando a una lettera inviata da Emerico a papa Innocenzo III, Mika fu scomunicato da Elvino, vescovo di Gran Varadino, perché in precedenza aveva fatto prigioniero uno dei sacerdoti del vescovado, il quale fungeva da messaggero dei nemici del re affiliati al duca Andrea. Successivamente papa Innocenzo III ordinò ai prelati ungheresi di non sfruttare la scomunica come arma politica, ragion per cui Mika fu in grado di riservare il suo ufficio, che servì anche come ispán del comitato di Bács (1199-1200), che presumibilmente fu il primo ispanato ex officio associato alla dignità palatina assieme, in un momento successivo, al comitato di Bihar (1200-1201). Stando a un documento dalla dubbia autenticità, Mika ricoprì la carica di palatino fino al 1202. Come dimostrato dallo storico Attila Zsoldos confrontando le precedenti accuse, il palatino Mika non corrispondeva a un suo omonimo, Mika il Barbuto, che servì come ispán del comitato di Bihar per diverse volte nel 1210-1220.